# Chiesa dei Santi Celso e Giuliano
La Basilica dei Santi Celso e Giuliano in Banchi è un luogo di culto cattolico di Roma, situata in via del Banco di Santo Spirito. Di origini antichissime, venne consacrata nel 432 da papa Celestino I. Ampliata nel IX secolo, acquisì notevole importanza tanto che, nel 1198 la chiesa fu dichiarata cappella papale da papa Innocenzo III. Venne poi ricostruita nel XVI secolo e restaurata nel XIX secolo. Ha la dignità di basilica minore.

## Storia

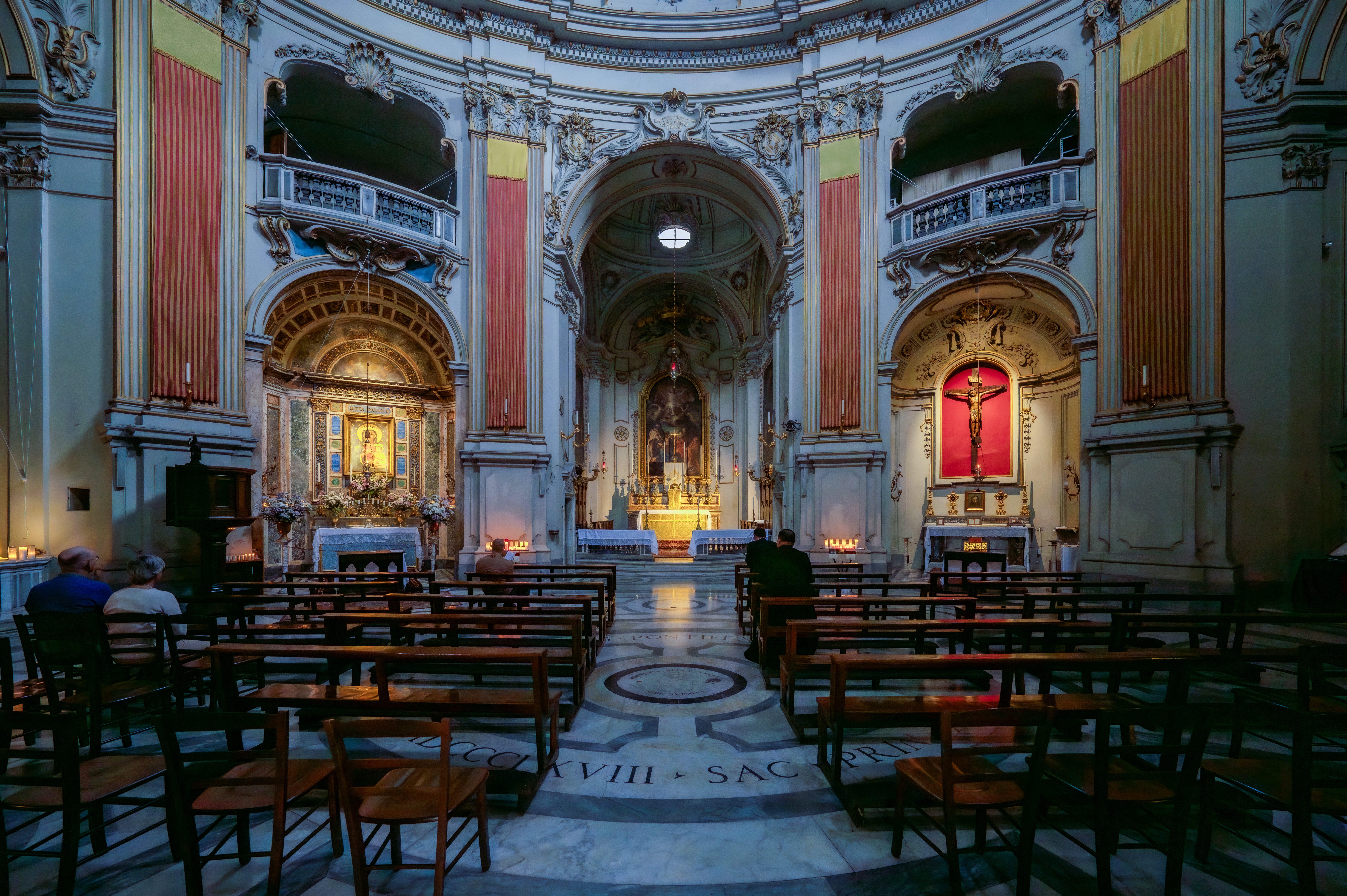
Interno

È situata nel centralissimo rione Ponte, il quartiere dei Banchi, da cui il nome di san Celso e Giuliano in Banchi, poco lontano dal Ponte Sant'Angelo, in un'area fino al XIX secolo importantissima per essere sull'arteria dell'unico collegamento tra il centro cittadino e il Vaticano, prima della costruzione degli ultimi e più moderni ponti sul Tevere. Ricordata fin dal IX secolo, la chiesa fu abbattuta per essere ricostruita su commissione di papa Giulio II, che richiese un nuovo progetto a Donato Bramante (1509). Tale disegno non fu poi eseguito per mancanza di fondi; due secoli più tardi papa Clemente XII decise di far ricostruire la chiesa secondo il progetto di Carlo de Dominicis, terminato nel 1735.
Un imponente restauro venne realizzato poi nel 1868 da Andrea Busiri Vici, per ordine di Papa Pio IX.
La chiesa era dotata di un Capitolo composto da un Arciprete e sette Canonici, coadiuvati per l’ufficio liturgico da cinque cappellani; essendo la Basilica cappella papale fin dal pontificato di Innocenzo III, i suoi Canonici furono insigniti da Benedetto XV del titolo di Cappellano Segreto d'Onore durante munere e da Pio XII del titolo di Cameriere Segreto Soprannumerario durante munere. 
Tra i Canonici della Basilica va ricordato Mons. Nazareno Patrizi, che vi entrò nel 1898 per poi divenirne segretario e camerlengo.
Dal 2019 a tutt’oggi, la Basilica viene gestita dall'Istituto di Cristo Re Sommo Sacerdote, che vi celebra ogni giorno, domeniche e solennità comprese, la Messa in Rito romano antico e vi conduce un fiorente apostolato.

## Descrizione

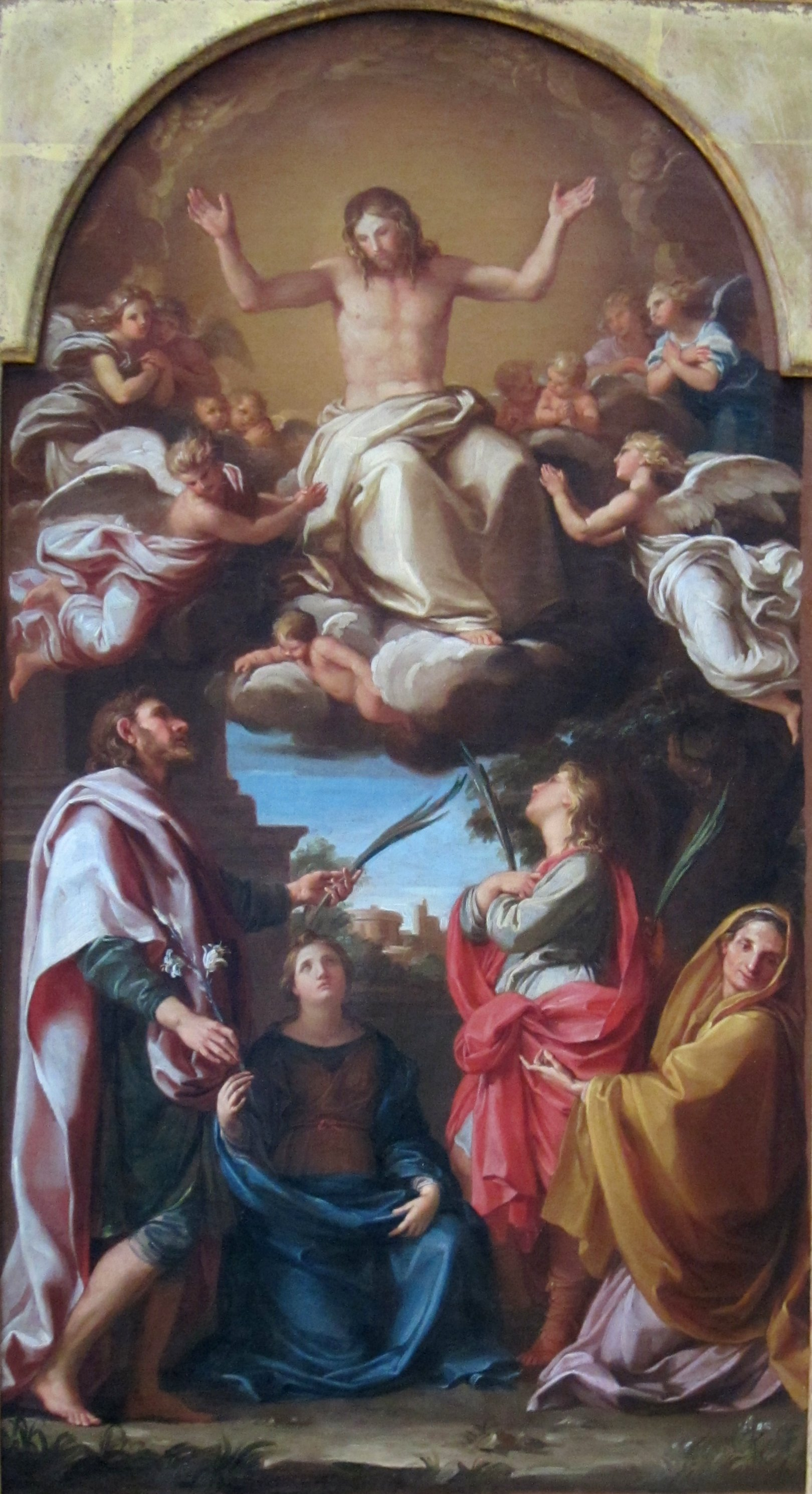
Cristo in gloria con i santi Giuliano, Basilissa, Celso e Marcionilla. Pompeo Batoni, 1736-38.

Costruita a pianta ellittica trasversale con tre cappelle per lato, non immemore dell'arte di Francesco Borromini e del primo progetto di Donato Bramante, presenta un presbiterio rettangolare con cupolini.
La facciata marmorea della Basilica, di gusto borrominiano, è a due ordini e presenta nell’inferiore un portale d’ingresso sormontato da una finestra ovale con ai lati due nicchie vuote. Nell’ordine superiore apre una grande finestra ad arco decorata con teste di cherubini. Gli elementi architettonici predetti, che rimandano alla Cattedrale papale di San Giovanni in Laterano, simboleggiano l’importanza della collocazione della Chiesa, che invero si trovava proprio all'inizio della “Via Papalis”, tragitto percorso nei secoli dai Pontefici quando, appena eletti Successori dell’Apostolo Pietro, raggiungevano con una solenne cavalcata l’Arcibasilica di San Giovanni in Laterano, Cattedrale papale, onde prendere possesso della Santa Sede.
La torre campanaria e le torrette decorative sul tetto hanno una caratteristica forma a cipolla, insolita a Roma, ma tipica del barocco austriaco.
La campana principale, datata 1268, è una delle più antiche dell’Urbe.
L’interno della Basilica, considerato tra i migliori esempi di arte settecentesca a Roma, conserva all'altare maggiore una pala raffigurante Cristo in Gloria con i Santi Celso, Giuliano, Basilissa e Marcionilla di Pompeo Batoni, opera realizzata nel 1736, tra le meglio riuscite dell’artista. Il pregevole Coro ligneo ad uso del Capitolo dei Canonici, risale al periodo di Papa Clemente XII Corsini, di cui reca lo stemma, ed è quindi coevo alla ricostruzione della Basilica.
Nella prima cappella, a destra dell'ingresso, si trova l'unico altare superstite dell'edificio preesistente, con reliquie di Sant'Artemia, Papa Cornelio e Santa Gianuaria. La tela d’altare raffigurante San Cornelio papa tra le SS. Artemia e Januaria è stata realizzata da Gaetano Lapis, detto “il Carraccetto” nel 1737.

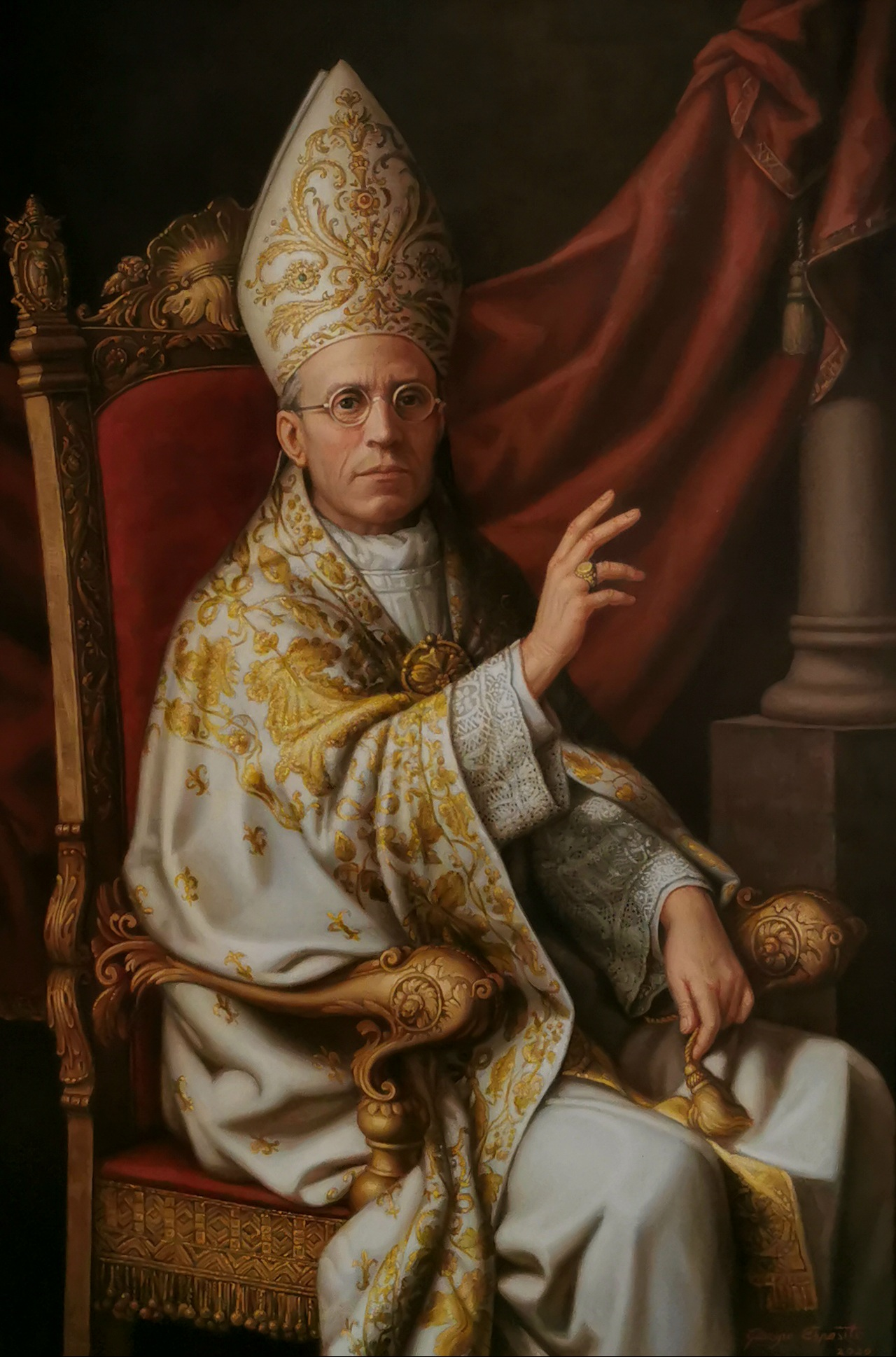
Ritratto del Pontefice Pio XII, eseguito da Giorgio Esposito, 2020

Nella prima cappella di sinistra, detta “del Battistero”, si trovava il Fonte battesimale della Basilica, traslato nel 1930 nella chiesa di San Pancrazio al Gianicolo, dove si trova tutt’ora. 
La lapide in marmo, posta sulla parete centrale, ricorda che questo è il luogo in cui il futuro Papa Pio XII, al secolo Eugenio Pacelli, ricevette il Sacramento del Battesimo il giorno 4 marzo 1876.
La lapide votiva venne ivi murata il 2 marzo 1939, giorno della sua elevazione al Sacro Soglio. Nel 2020, "il Battistero" ha accolto un nuovo dipinto raffigurante Papa Pio XII, opera dell'artista contemporaneo Giorgio Esposito. L'opera, realizzata a olio su tela e delle dimensioni di 80×100 cm, è stata benedetta il 9 ottobre 2020, nel giorno della memoria liturgica del pontefice.
La cappella alla sinistra dell’Altare Maggiore, detta della “Madonna delle Grazie”, è scrigno artistico e di devozione mariana, di eccezionale valore. 
L’immagine che vi si venera, della “Mater Gratiarum”, pur essendo copia della antica e preesistente raffigurazione risalente al XIII secolo, è ancora oggi ritenuta miracolosa dal Popolo romano e per questo veneratissima. Erano soliti fermarsi in preghiera davanti all’immagine mariana, Sant’Ignazio di Loyola, San Filippo Neri e Papa Alessandro VII. 
La Madonna venne incoronata dal Reverendo Capitolo di San Pietro in Vaticano, nel 1665.
Un importante restauro di questa cappella venne commissionato dal Beato Papa Pio IX, nel 1868.
Il pavimento marmoreo fu fatto interamente realizzare per committenza del marchese Dionisio della Valle, in concomitanza dei lavori di restauro del 1868.